# Taylor Decker
Taylor Decker (Vandalia, Ohio, 23 de agosto de 1993) es un jugador profesional estadounidense de fútbol americano que se desempeña en la posición de offensive tackle en Detroit Lions, equipo de la National Football League (NFL).

## Carrera
Fue seleccionado en la primera ronda en la Reunión Anual de Selección de Jugadores de la NFL de 2016. Hizo su debut profesional con el equipo Detroit Lions, donde lleva jugando ocho temporadas.